# エウダミダス1世
エウダミダス1世（古希: Εὐδαμίδας, 英: Eudamidas I, 在位：紀元前330年-紀元前300年）はエウリュポン朝のスパルタ王である。
エウダミダス1世はアルキダモス3世の子であり、先王アギス3世の弟であり、次代の王アルキダモス4世の父である。兄アギス3世は紀元前331年のメガロポリスの戦いでマケドニアの将軍アンティパトロスと戦い、敗死した。アギスには子がいなかったため、エウダミダスは兄の後を継ぎ、王位に就いた。エウダミダスは裕福な家の生まれのアルキダミアと結婚し、彼女との間にアルキダモスとアゲシストラタの二子を得た。パウサニアスによれば、エウダミダスの治世の間、スパルタは平和だった。

## 註
1. ↑  プルタルコス, 「アギス」, 3
2. ↑  ibid, 4
3. ↑  パウサニアス, II, 10, 5